# Yun Yat
Yun Yat (Phnom Penh - 1934-1997), conhecida por camarada A, foi a esposa de Son Sen, ministro da defesa do Kampuchea Democrático, além de ministra da informação e da educação durante o regime do Khmer Vermelho. 

## Biografia
Em 1965, entra na clandestinidade e se junta a seu marido na província de Kampong Cham.
A partir de 1969 ela se ocupa com a ajuda da China do sistema médico já sob a influência de Pol Pot. Em 9 de outubro de 1975 o comitê permanente do Partido Comunista do Kampuchea a encarrega dos poderes da informação, educação e da cultura do país.
Em 1977, se torna ministra da informação após a prisão e execução de Hu Nim. A ela é confiada a missão de desaparecer com as religiões do país.
Em 1979, quando a capital cai nas mãos das tropas vietnamitas, Yun Yat foge com seu marido para próximo à fronteira tailandesa onde passará o resto da vida.
Em 10 de junho de 1997, Khieu Samphan, antigo chefe de estado do Khmer Vermelho afirma que Yun Yat e Son Sen foram presos por espionagem e são declarados traidores do regime. Foram executados no mesmo dia com outros 13 outros membros da família.